# میشل پاراماتی
میشل پاراماتی (انگلیسی: Michele Paramatti؛ زادهٔ ۱۰ مارس ۱۹۶۸) بازیکن فوتبال اهل ایتالیا است.
از باشگاه‌هایی که در آن بازی کرده‌است می‌توان به باشگاه فوتبال یوونتوس، باشگاه فوتبال رجانا، باشگاه فوتبال بولونیا، و باشگاه فوتبال اسپال اشاره کرد.